# ГЕС Mùjiājiǎ
ГЕС Mùjiājiǎ (木加甲水电站) — гідроелектростанція на півдні Китаю у провінції Юньнань. Використовує ресурс зі сточища річки Mùjiājiǎ, правої притоки однієї з найбільших річок Південно-Східної Азії Салуїну (басейн Андаманського моря).
Збір ресурсу відбувається за допомогою чотирьох невисоких (до 15 метрів) бетонних гребель та відповідної кількості безнапірних тунелів. У підсумку вода надходить до підземного вирівнювального резервуару, з якого через напірні тунель та водовід подається до розташованого на правому березі Mùjiājiǎ наземного машинного залу. Загальна довжина системи становить 6 км, у тому числі 1,2 км високонапірна ділянка.
Основне обладнання станції становлять дві турбіни типу Пелтон потужністю по 30 МВт, які використовують напір у 482 метри та забезпечують виробництво 270 млн Квт-год електроенергії на рік.
Видача продукції відбувається по ЛЕП, розрахованій на роботу під напругою 110 кВ.